# スプモーニ
スプモーニ (Spumoni) とは、冷たいタイプのロングドリンクに分類される、リキュールをベースとしたカクテルの1種である。イタリアで誕生した。カクテル名は「泡立つ」という意味。同じイタリア産まれのリキュールであるカンパリの赤を使用するので、仕上がりは赤色系（加える果汁の色と合わさるため、オレンジ色に近い）となる。炭酸による気泡が胃液の分泌を促進するので、食前酒として飲まれたりもする。

## 由来
カクテル名の由来はイタリア語の「Spumare」（泡を立てる）から。

## 標準的なレシピ
- カンパリ（赤） - 30ml
- グレープフルーツ・ジュース - 30ml
- トニックウォーター - 適量

なお、使用するタンブラーの容量に合わせて増減する。

### 作り方
1. 氷（キューブド・アイス）を適量入れたタンブラー（容量180ml〜300ml程度）に、カンパリを注ぐ。
2. グレープフルーツ・ジュースを注ぐ。
3. 適量のトニック・ウォーターを注ぎ、軽くステアする。

### 備考
- グレープフルーツ・ジュースは、その場でグレープフルーツを絞ったものを使用するのが望ましい。
- カンパリとグレープフルーツ・ジュースの比率は、必ずしも1：1と決まっているわけではない。
- トニック・ウォーターを加える前に、軽くステアし、その後はステアしないこともある。
- タンブラーにグレープフルーツなどを飾る場合もある。

## バリエーション
- ベースのカンパリをライチ・リキュールのディタに変えると、「ディタ・スプモーニ」となる。なお、スプモーニよりもグレープフルーツ・ジュースを、やや増量する場合もある。
- ベースのカンパリをスーズに変えると、「スーズ・スプモーニ」となる。
- トニック・ウォーターを加えなければ、「カンパリ・グレープフルーツ」となる。

## 主な参考文献
- 花崎一夫 監修 『ザ・ベスト・カクテル』 永岡書店 1990年6月5日発行 ISBN 4-522-01092-3
- 上田和男 監修 『カクテル・ブック』 西東社 1988年12月30日発行 ISBN 4-7916-0926-3
- 上田和男 『カクテル』 西東社 2001年3月15日発行 ISBN 4-7916-0994-8
- 上田和男 監修 『カクテル・ハンドブック』 池田書店 1997年7月31日発行 ISBN 4-262-12007-4
- 福西英三 『カクテルズ』 ナツメ社 1996年9月1日発行 ISBN 4-8163-1744-9
- 澤井慶明 監修 『カクテルの事典』 成美堂出版 1996年12月20日発行 ISBN 4-415-08348-X
- 岡純一郎 監修 『カクテルベスト100』 西東社 1991年7月30日発行 ISBN 4-7916-0927-1